# Hybrid

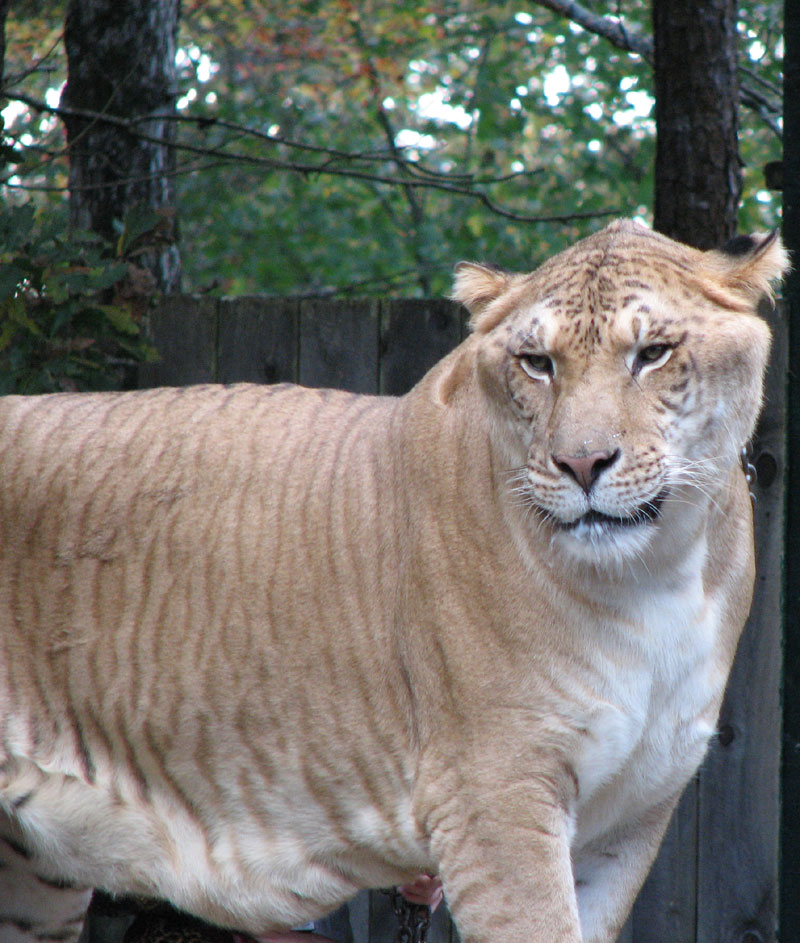
Liger, kříženec lva a tygra

V biologii označujeme jako hybrida nebo křížence potomka zástupců dvou různých větví fylogenetického stromu (ať už se jedná o dva různé rody, druhy nebo poddruhy) pohlavních rostlin nebo zvířat. V genetické terminologii existují následující definice:
1. hybridem se obecně myslí potomek dvou geneticky velice odlišných jedinců, pravděpodobně s velkou mírou heterozygozity, přestože heterozygot a hybrid rozhodně nejsou synonymy.
2. genetický hybrid je jedinec, který nese dvě různé alely stejného genu
3. strukturní hybrid je výsledek slučování gamet s odlišnou strukturou alespoň jednoho chromosomu
4. numerický hybrid je výsledek slučování gamet, které mají odlišné haploidní číslo chromosomů
5. permanentní hybrid je člen populace, ve které existují pouze heterozygotní typy genotypu, protože všechny homozygotní kombinace ústí v neplodnost.

Z taxonomického může hybrid znamenat:
1. Potomek dvou druhů rostlin či zvířat.[3]
2. Hybridi mezi poddruhy (jako hybrid bengálského a ussurijského tygra) jsou známi jako vnitrodruhoví hybridi. Hybridi mezi dvěma druhy stejného rodu (jako tygři a lvi) jsou nazýváni mezidruhovými hybridy. Výjimečně také existují hybridi dvou různých rodů (jako kříženci ovcí a koz) a dvou různých čeledí (jako hybridi některých domácích ptáků určených pro kohoutí zápasy).[4] Dosud nejsou známí žádní hybridi mezi řády.
3. Hybridem se také zejména v zemědělských vědách myslí kříženec stejného druhu mezi dlouho šlechtěnými (především) plodinami.

## Terminologie
Termín hybrid je odvozen z latinského hybrida, znamenajícího „potomek chovného prasete a divočáka“, nebo „syn svobodného a otroka“ atd. Termín se rozšířil do angličtiny v devatenáctém století, ale existoval již v sedmnáctém.
Od dvacátých let, kdy byl studován liger, panuje mezi biology zvyklost názvy kříženců odvozovat kontaminací jmen druhů rodičů. Přesto jména nejsou udělována systematicky (například první jméno samce) a proto se pouze neformálně užívají názvy pro křížence jako beefalo (1960s), humanzee (1980s), cama (1998).

## Hybridi v přírodě
Hybridizace mezi dvěma podobnými druhy se sice někdy vyskytuje i samovolně, nicméně většinou je podmíněna lidským faktorem. Ukazuje se totiž, že nejenže hybridizaci často stojí v cestě mnohé fyzické překážky, ale ochrana proti ní je výsledkem dlouho působícího přírodního výběru. Je totiž z evolučního hlediska velice nevýhodné starat se o potomka, který bude neplodný (například potomek jedince s 8 a 6 chromosomy bude mít chromosomů 7 a nebude moci mít potomky s žádným z rodičovskch druhů). Selekční tlak zodpovědný za vznik reprodukčních bariér se nazývá reprodukční izolace.

## Zavedení fragmentace druhů a biotopů
Lidé jsou v posledních 400 letech odpovědni za nejrychlejší šíření nepůvodních druhů po celém světě. Nejde jen o vědomé zásahy jako vysazení králíků a jelenů v Austrálii nebo řízkování a převážení semen rostlin.
Hybridizace je často příčinou vzniku nových druhů, pokud se začnou křížit druhy, které byly před nějakou dobou odděleny například fyzickou bariérou. Příkladem může být sloučení platýzů z obou stran Panamské šíje, kteří se do Tichého oceánu a Karibského zálivu rozšířili před tím, než se Jižní a Severní Amerika spojily. 

## Limitující faktory
Mezi hlavní reprodukční bariéry mezi druhy patří jiná doba odkvětu, jiná životní strategie, somatoplastická neplodnost nebo jiný počet chromosomů (ten může být ale někdy překonán).